# Campeonato Mundial de Tiro con Arco al Aire Libre de 1936
El VI Campeonato Mundial de Tiro con Arco al Aire Libre se celebró en Praga (Checoslovaquia) entre el 13 y el 17 de agosto de 1936 bajo la organización de la Federación Internacional de Tiro con Arco (FITA) y la Federación Checoslovaca de Tiro con Arco.

## Medallistas

### Masculino
| Evento                  | Oro                                                             | Plata                                                  | Bronce                                                 |
| ----------------------- | --------------------------------------------------------------- | ------------------------------------------------------ | ------------------------------------------------------ |
| Arco recurvo individual | Emil Heilborn · Suecia                                          | Georges De Rons · Bélgica                              | Jan Musílek Checoslovaquia                             |
| Arco recurvo por equipo | Jan Musílek Jaroslav Leneček Ludvík Gasseldorfer Checoslovaquia | Józef Wójcik · Jerzy Bobulski · Bruno Prugar · Polonia | Emil Heilborn · Henry Kjellson · Eric Hansson · Suecia |

### Femenino
| Evento                  | Oro                                                     | Plata                                                            | Bronce                                         |
| ----------------------- | ------------------------------------------------------- | ---------------------------------------------------------------- | ---------------------------------------------- |
| Arco recurvo individual | Janina Kurkowska · Polonia                              | Maria Pańków · Polonia                                           | Ina Catani · Suecia                            |
| Arco recurvo por equipo | Janina Kurkowska · Maria Pańków · Zofia Bunch · Polonia | Božena Svobodová Ludmila Vávrová Marie Dvořáčková Checoslovaquia | Erna Simon E. Atkinson M. Williams Reino Unido |

## Medallero
| Núm. | País           | Oro | Plata | Bronce | Total |
| ---- | -------------- | --- | ----- | ------ | ----- |
| 1    | Polonia        | 2   | 2     | 0      | 4     |
| 2    | Checoslovaquia | 1   | 1     | 1      | 3     |
| 3    | Suecia         | 1   | 0     | 2      | 3     |
| 4    | Bélgica        | 0   | 1     | 0      | 1     |
| 5    | Reino Unido    | 0   | 0     | 1      | 1     |
|      | TOTAL          | 4   | 4     | 4      | 12    |